# Jordan Perez
Jordan Pérez (Gibraltar, 13 de noviembre de 1986) es un futbolista gibraltareño. Juega de guardameta en el Lions Gibraltar F. C. de Gibraltar.

## Clubes
| Club                         | País      | Año       |
| ---------------------------- | --------- | --------- |
| Lynx F. C.                   | Gibraltar | 2006-2008 |
| Manchester 62 F. C.          | Gibraltar | 2008-2013 |
| Lincoln Red Imps F. C.       | Gibraltar | 2013-2014 |
| Lions Gibraltar F. C.        | Gibraltar | 2014-2015 |
| St. Joseph's F. C.           | Gibraltar | 2015-2017 |
| F. C. Olympique 13           | Gibraltar | 2017-2018 |
| Glacis United F. C.          | Gibraltar | 2018-2019 |
| F. C. Boca Juniors Gibraltar | Gibraltar | 2019      |
| Mons Calpe S. C.             | Gibraltar | 2020-2021 |
| F. C. Bruno's Magpies        | Gibraltar | 2021      |
| Glacis United F. C.          | Gibraltar | 2021-2022 |
| Mons Calpe S. C.             | Gibraltar | 2022      |
| Lynx F. C.                   | Gibraltar | 2023      |
| Europa F. C.                 | Gibraltar | 2023-2024 |
| Lions Gibraltar F. C.        | Gibraltar | 2024-     |

## Selección nacional
Ha sido internacional con la selección de fútbol de Gibraltar en 7 ocasiones. El 30 de junio del 2011 jugó su primer partido con su selección en los Juegos de las Islas de 2011 contra la selección de fútbol de Saaremaa, al ganar 4-0 y oficialmente en 2013 frente a Eslovaquia en un amistoso fue 0-0.

## Palmarés

### Campeonatos nacionales
| Título                     | Club                   | País      | Año     |
| -------------------------- | ---------------------- | --------- | ------- |
| Liga Nacional de Gibraltar | Lincoln Red Imps F. C. | Gibraltar | 2013-14 |
| Rock Cup                   | Lincoln Red Imps F. C. | Gibraltar | 2014    |
| Copa Pepe Reyes            | Lincoln Red Imps F. C. | Gibraltar | 2014    |